# Liste der Wappen im Burgenland

## Freistadt Eisenstadt

Eisenstadt

## Bezirk Eisenstadt-Umgebung

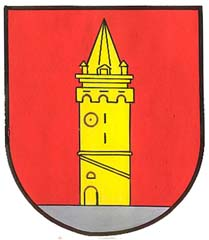
Breitenbrunn am Neusiedler See
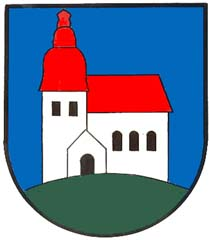
Donnerskirchen
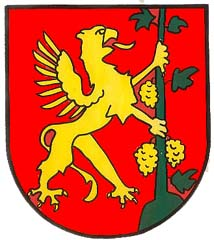
Großhöflein
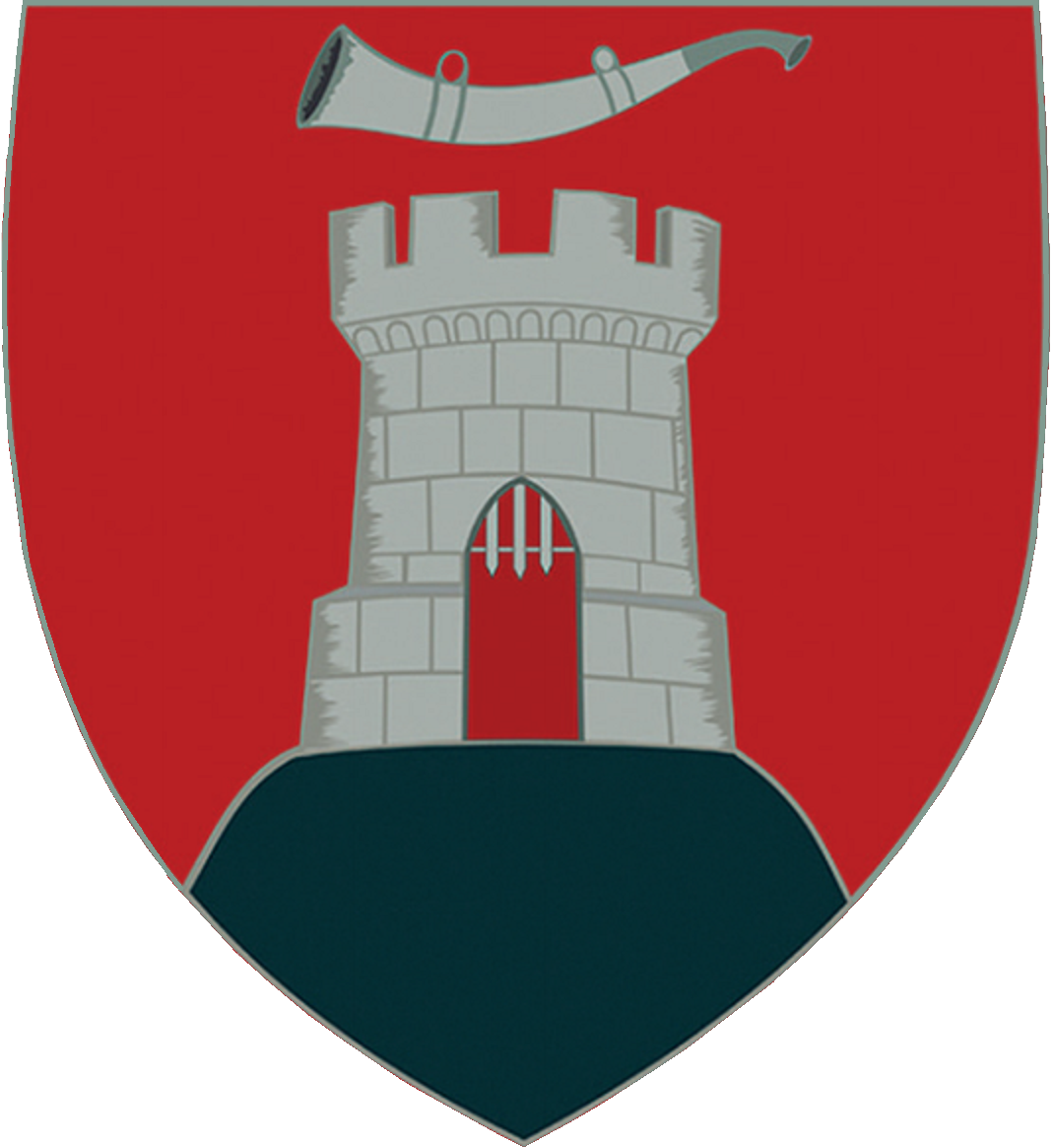
Hornstein (kroat. Vorištan)
Klingenbach (kroat. Klimpuh)
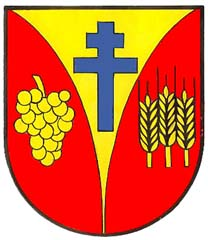
Leithaprodersdorf
Loretto
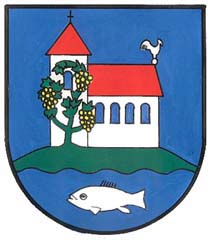
Mörbisch am See
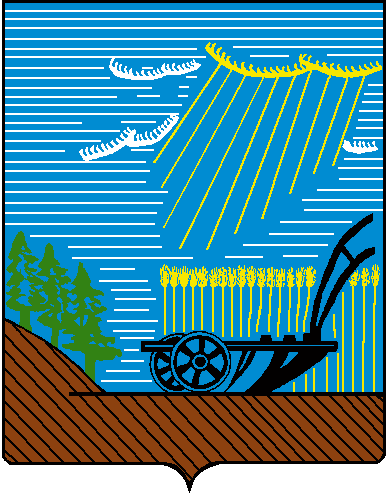
Müllendorf
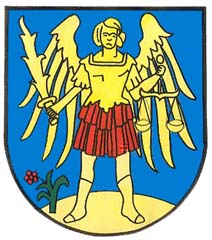
Neufeld an der Leitha
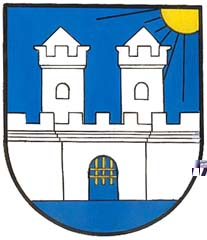
Oggau am Neusiedler See
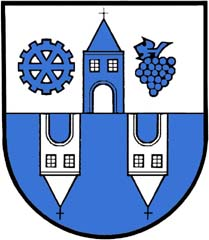
Oslip (kroat. Uzlop)
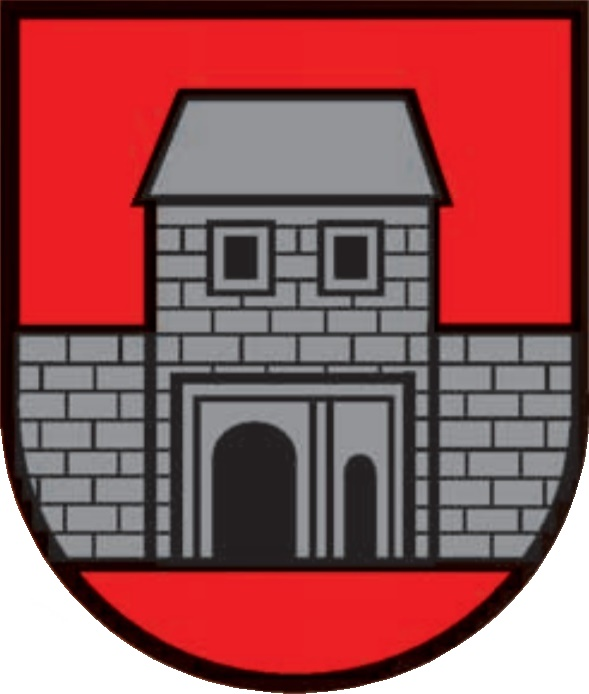
Purbach am Neusiedler See
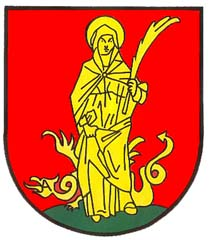
Sankt Margarethen im Burgenland
Schützen am Gebirge
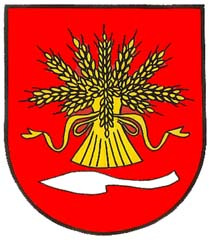
Siegendorf (kroat. Cindrof)
Steinbrunn (kroat. Štikapron)
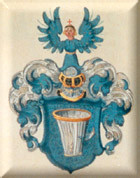
Stotzing
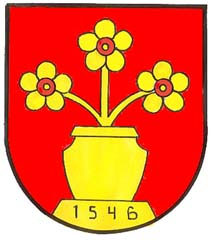
Trausdorf an der Wulka (kroat. Trajštof)
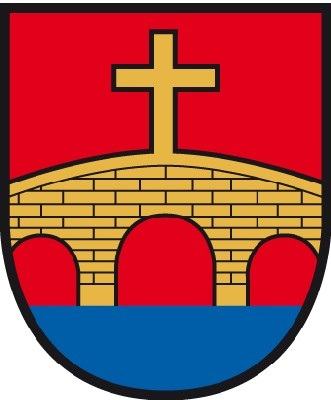
Wimpassing an der Leitha
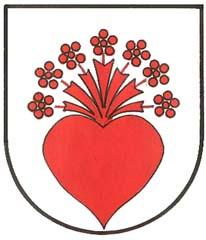
Wulkaprodersdorf (kroat. Vulkaprodrštof)
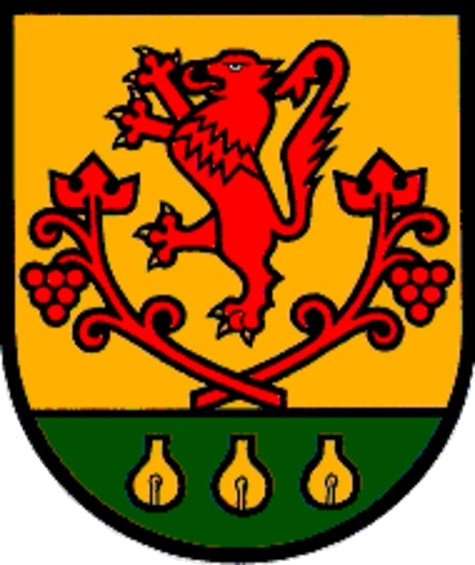
Zagersdorf (kroat. Cogrštof)
Zillingtal (kroat. Celindof)

## Bezirk Güssing

Bildein
Bocksdorf
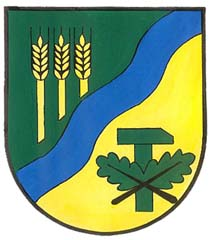
Burgauberg-Neudauberg
Eberau
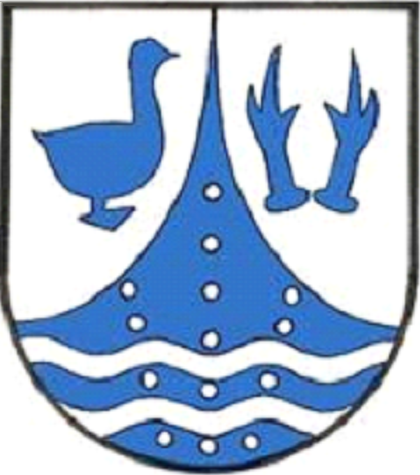
Gerersdorf-Sulz
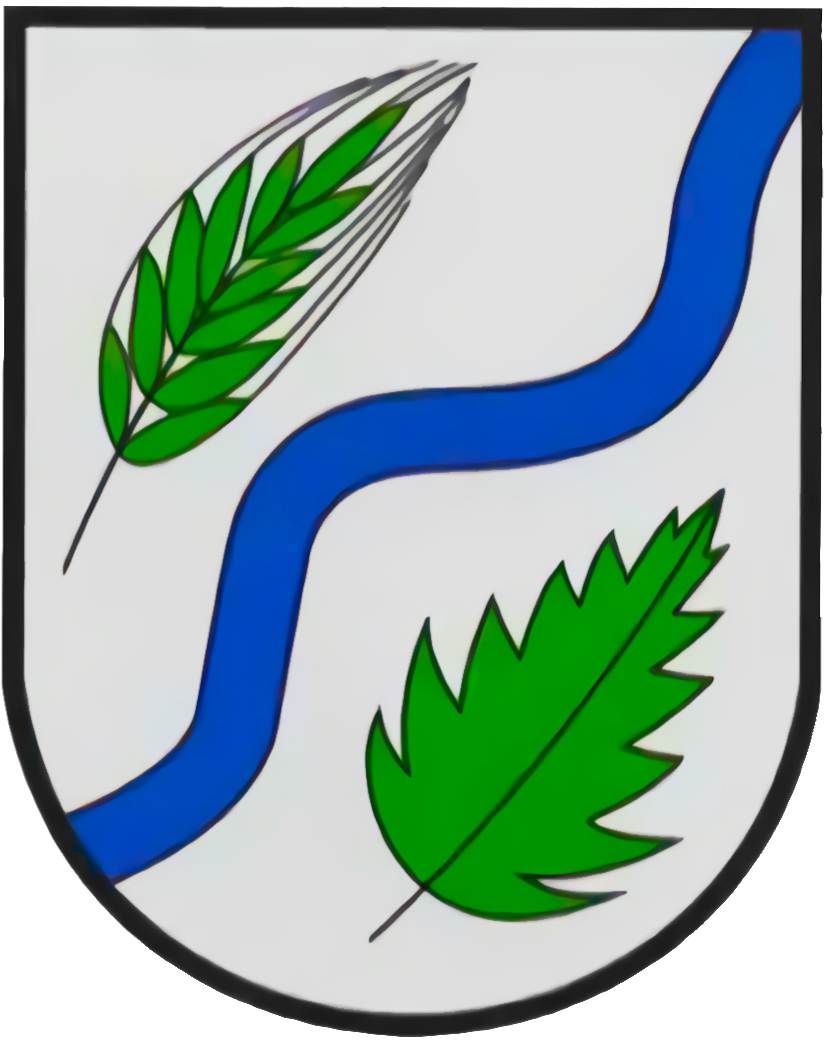
Großmürbisch
Güssing
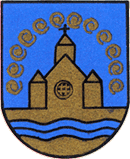
Güttenbach (kroat. Pinkovac)
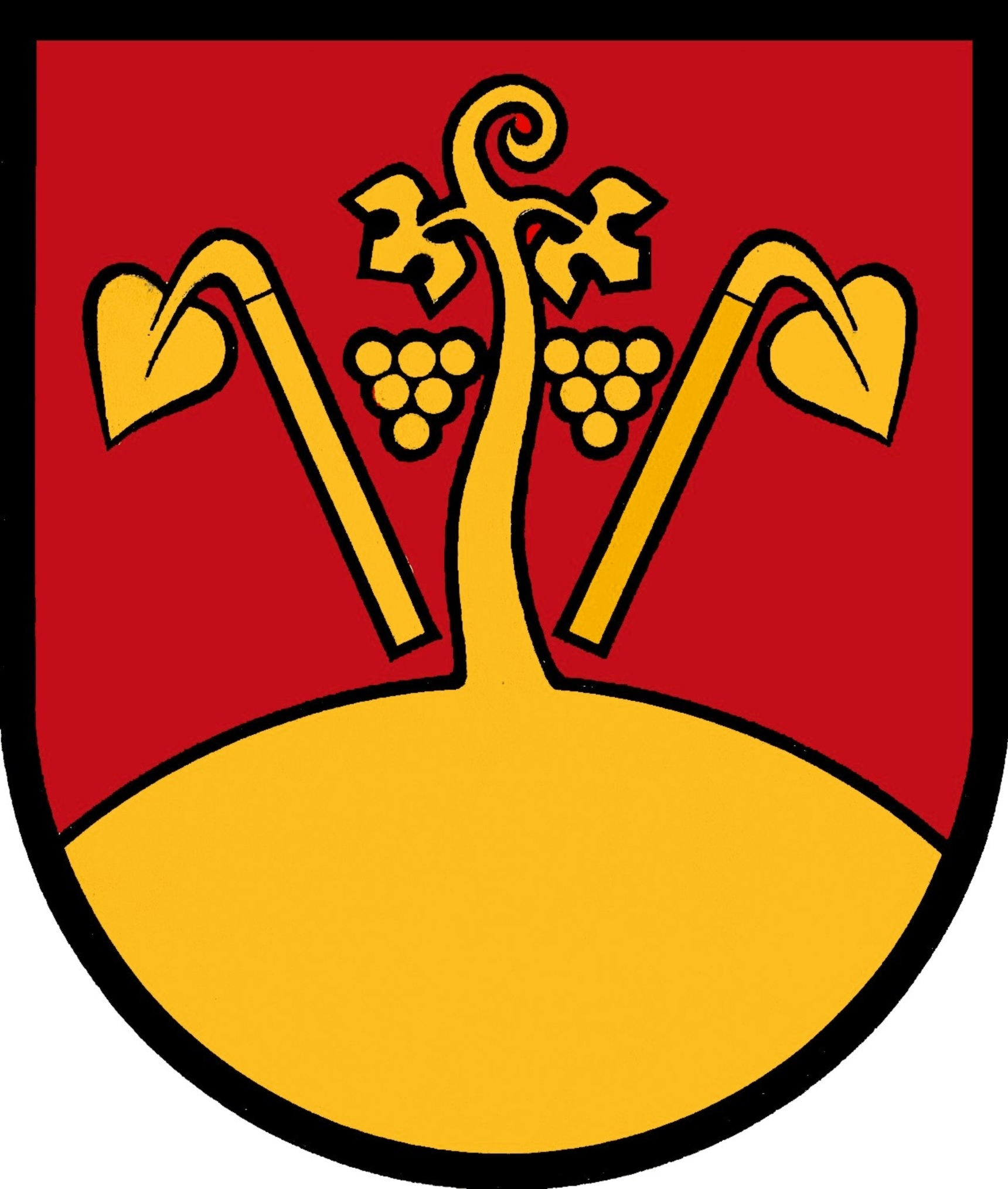
Hackerberg
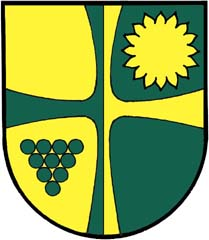
Heiligenbrunn
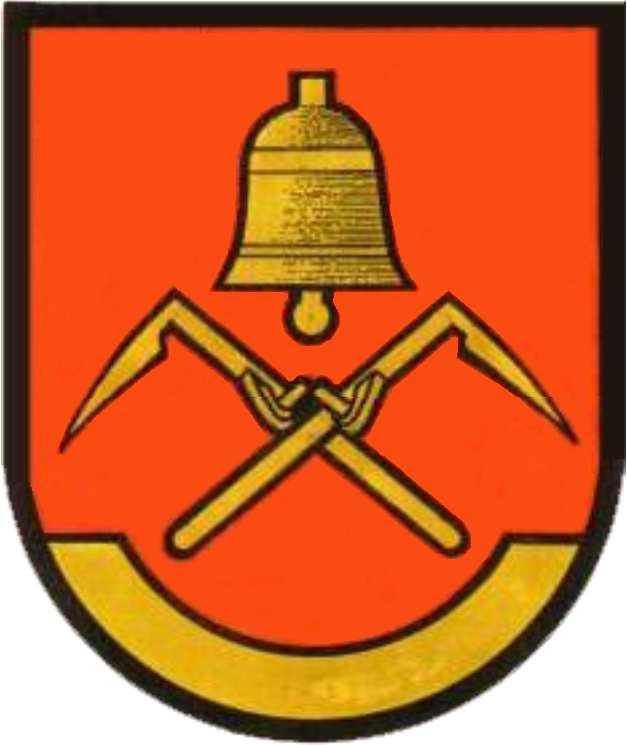
Heugraben
Inzenhof
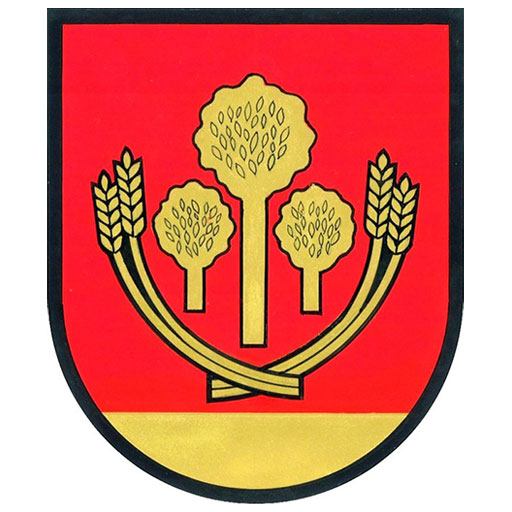
Kleinmürbisch
Kukmirn
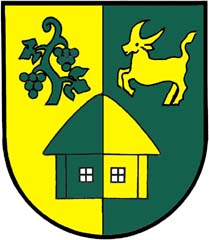
Moschendorf
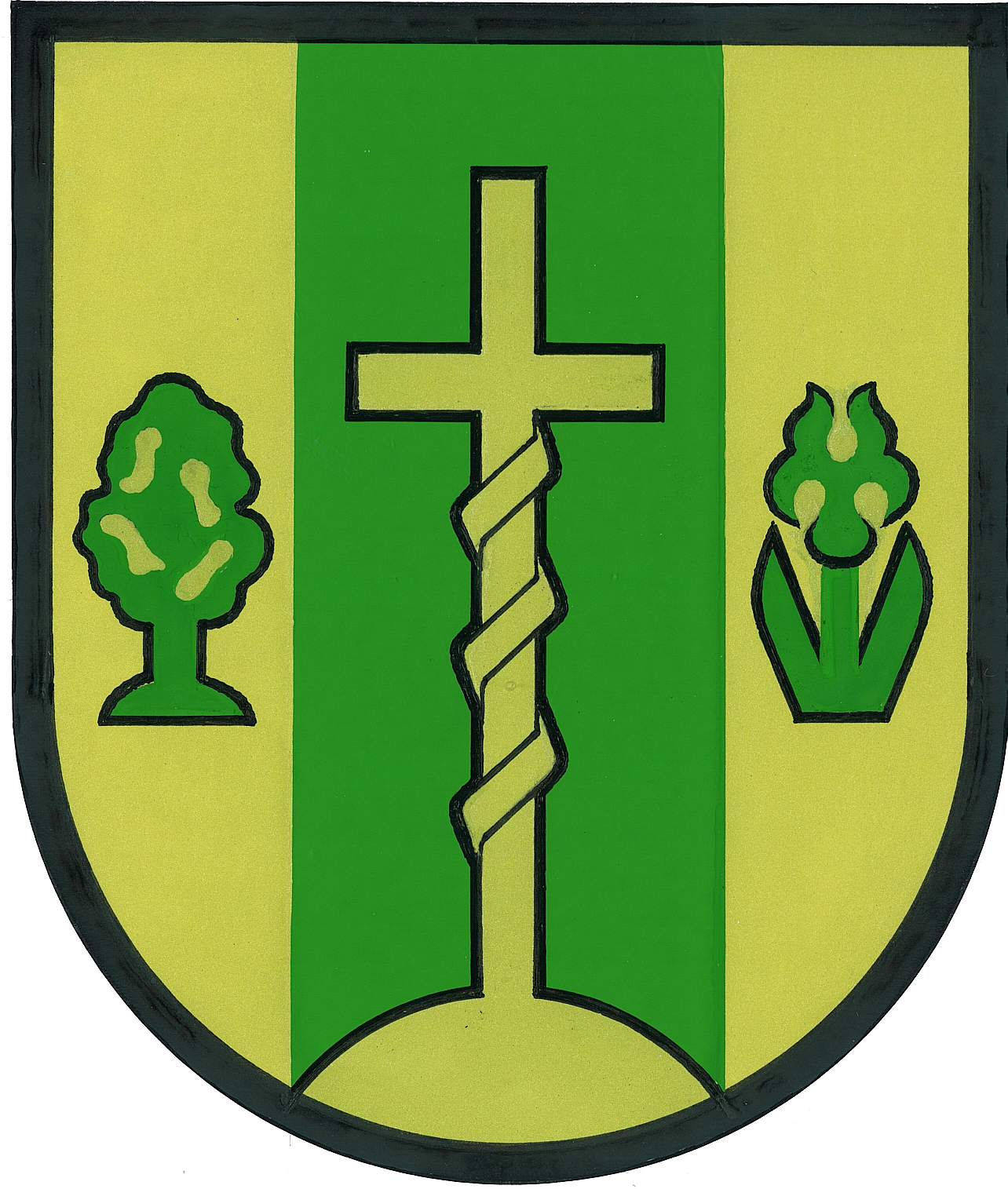
Neuberg im Burgenland (kroat. Nova Gora)
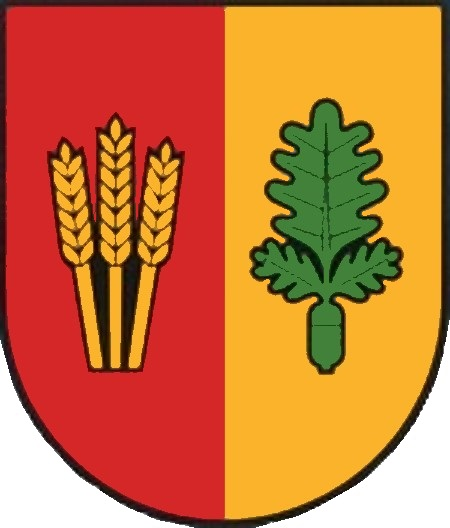
Neustift bei Güssing
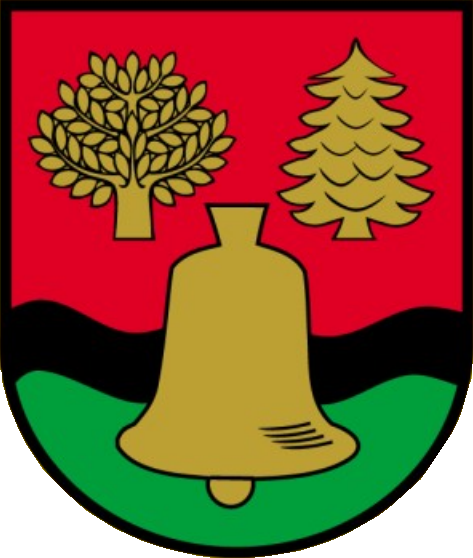
Olbendorf
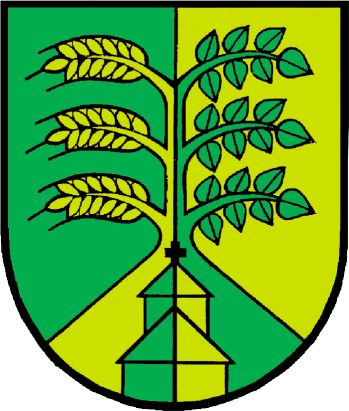
Ollersdorf im Burgenland
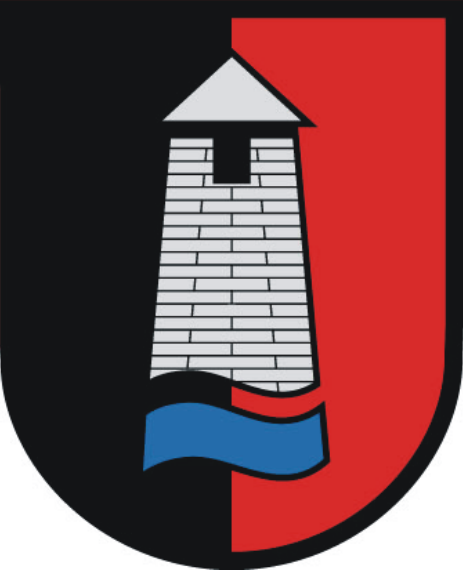
Rauchwart
Rohr im Burgenland
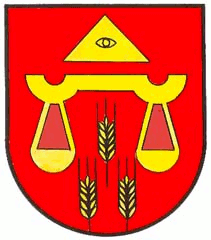
Sankt Michael im Burgenland
Stegersbach
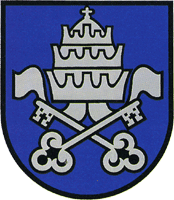
Stinatz (kroat. Stinjaki)
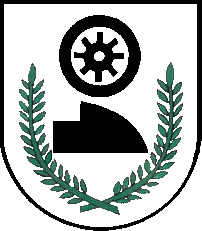
Strem
Tobaj
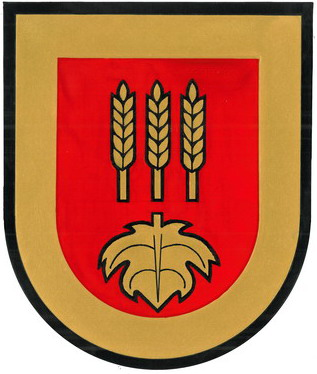
Tschanigraben
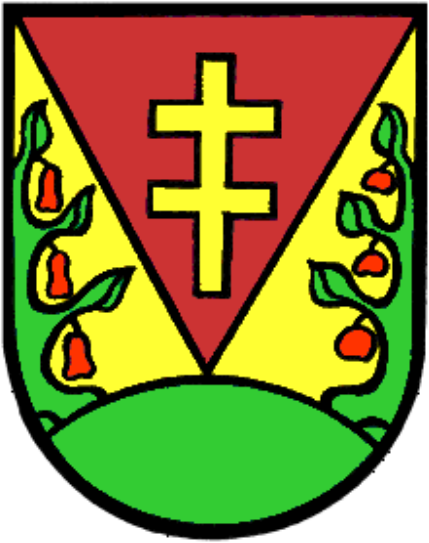
Wörterberg

## Bezirk Jennersdorf

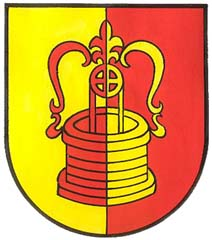
Deutsch Kaltenbrunn
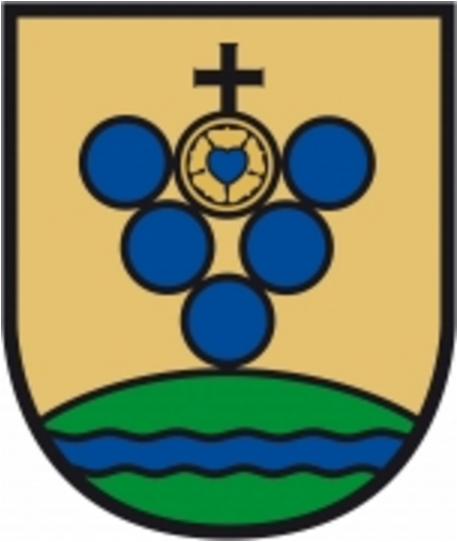
Eltendorf
Heiligenkreuz im Lafnitztal
Jennersdorf
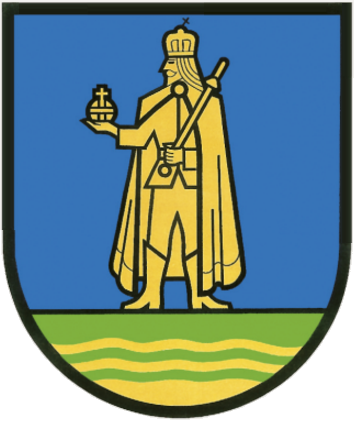
Königsdorf
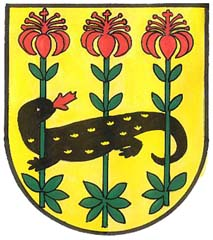
Minihof-Liebau
Mogersdorf
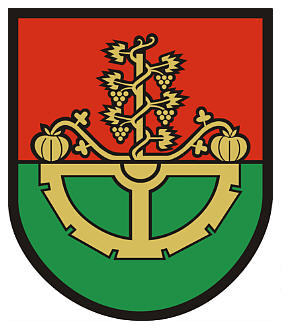
Mühlgraben
Neuhaus am Klausenbach
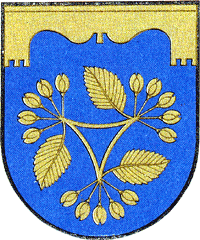
Rudersdorf
Sankt Martin an der Raab
Weichselbaum

## Bezirk Mattersburg

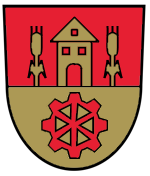
Antau (kroat. Otava)
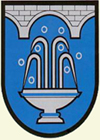
Bad Sauerbrunn
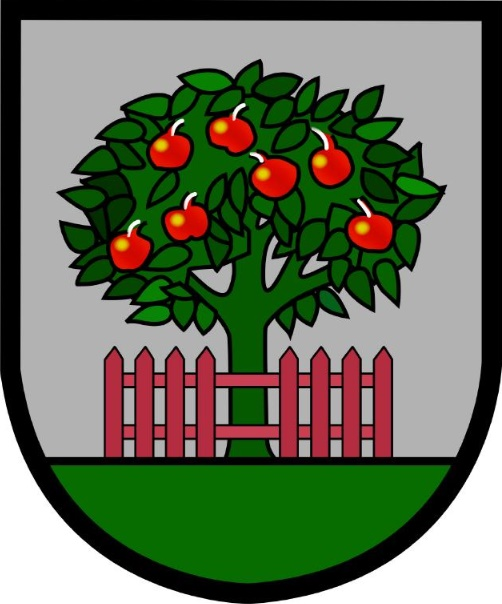
Baumgarten (kroat. Pajngrt)
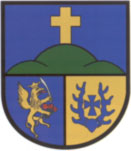
Draßburg (kroat. Rasporak)
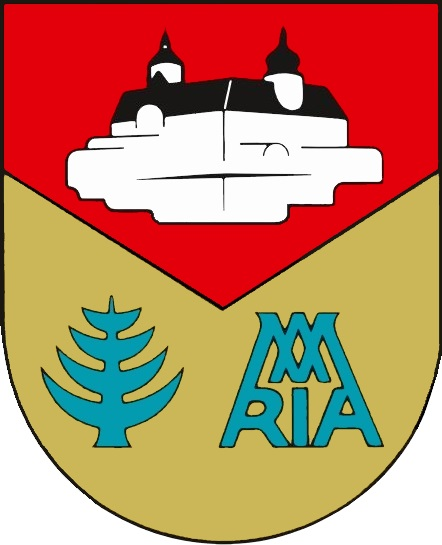
Forchtenstein
Hirm
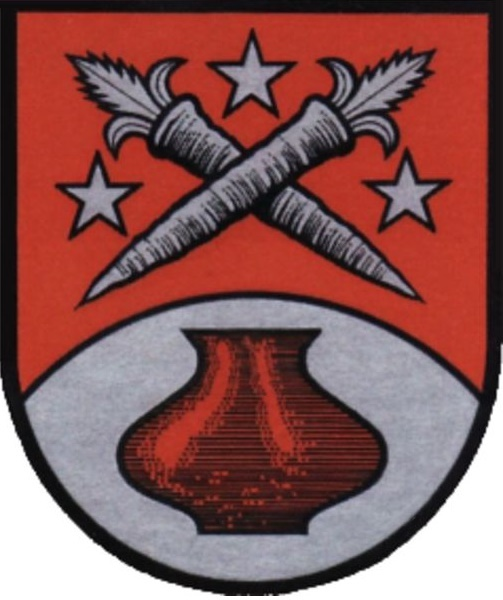
Krensdorf
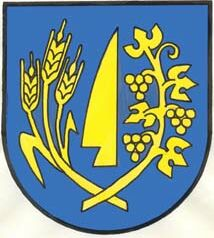
Loipersbach im Burgenland
Marz
Mattersburg
Neudörfl
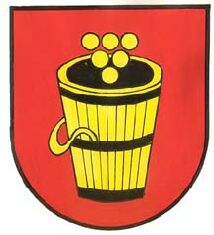
Pöttelsdorf
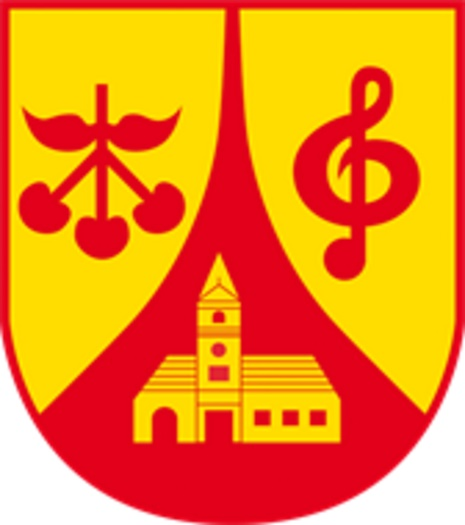
Pöttsching
Rohrbach bei Mattersburg
Schattendorf
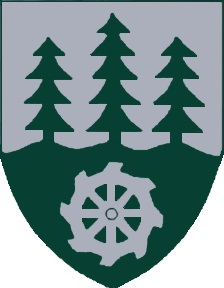
Sieggraben
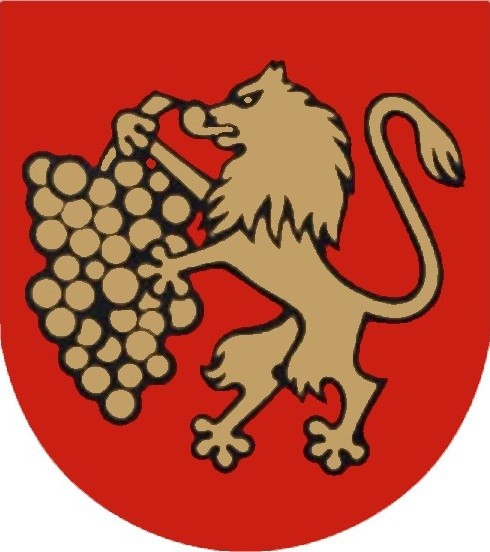
Sigleß
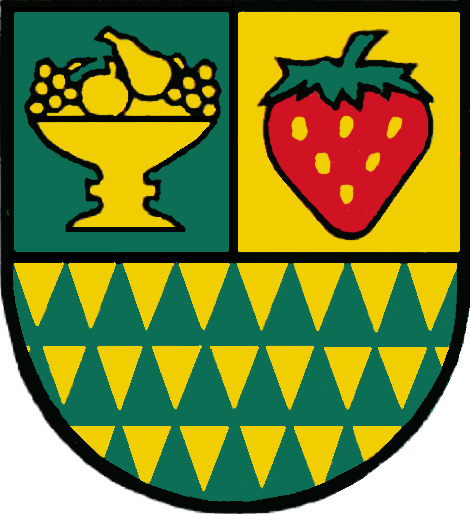
Wiesen
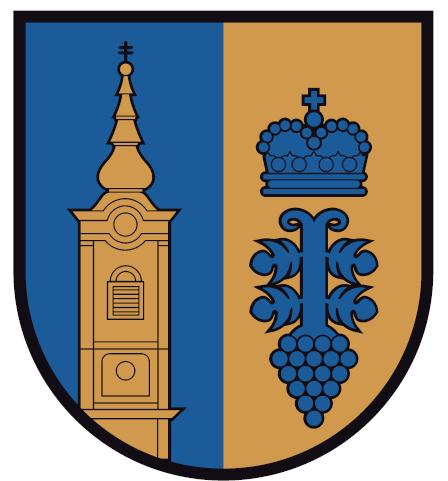
Zemendorf-Stöttera

## Bezirk Neusiedl am See

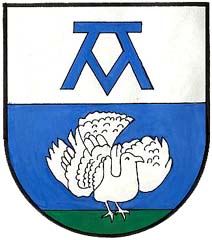
Andau
Apetlon
Bruckneudorf
Deutsch Jahrndorf
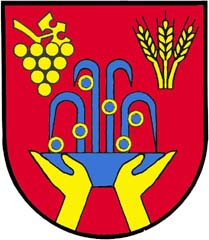
Edelstal
Frauenkirchen
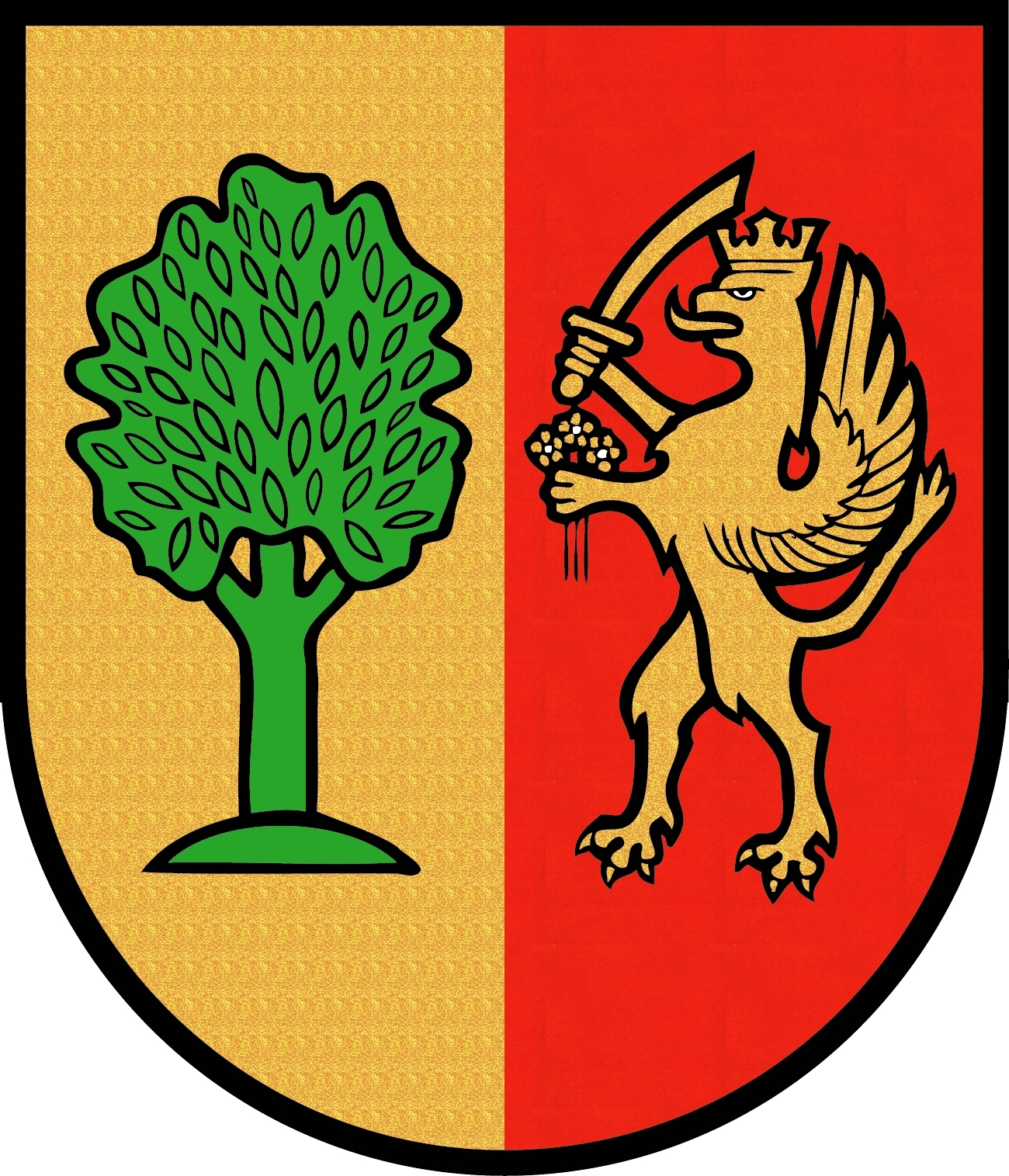
Gattendorf
Gols
Halbturn
Illmitz
Jois
Kittsee
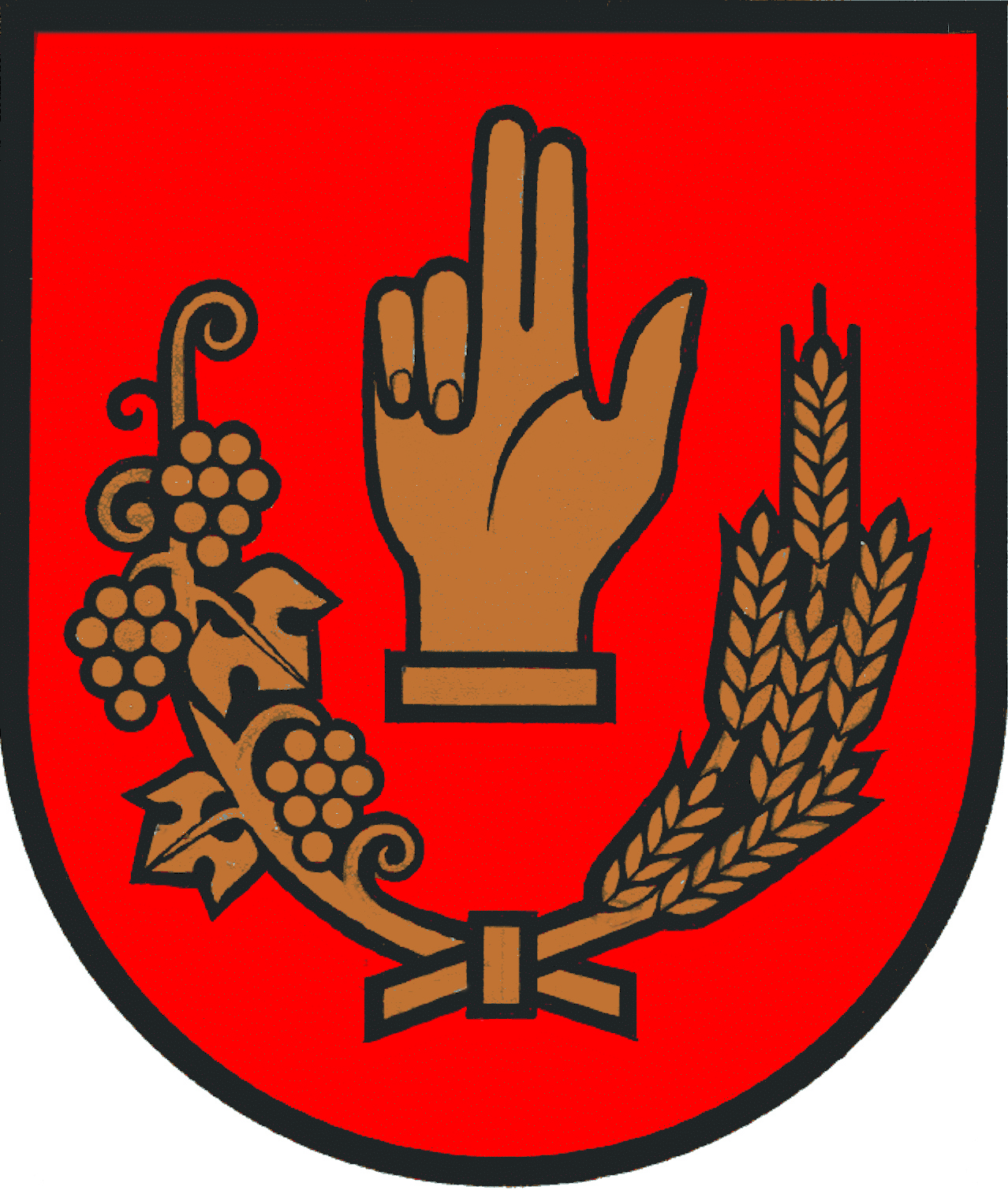
Mönchhof
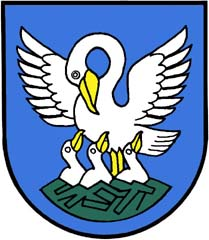
Neudorf bei Parndorf (kroat. Novo Selo)
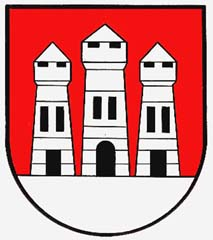
Neusiedl am See
Nickelsdorf
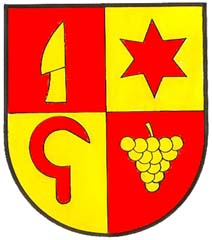
Pama (kroat. Bijelo Selo)
Pamhagen
Parndorf (kroat. Pandrof)
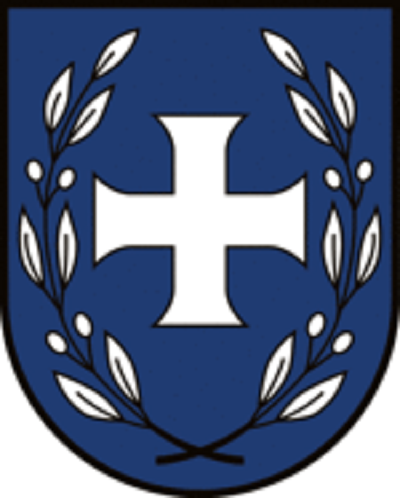
Podersdorf am See
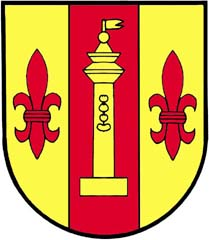
Potzneusiedl
Sankt Andrä am Zicksee
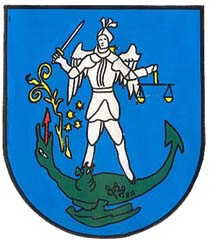
Tadten
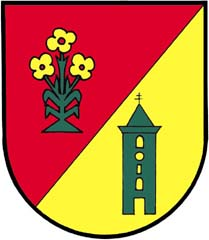
Wallern im Burgenland
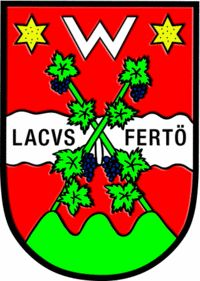
Weiden am See
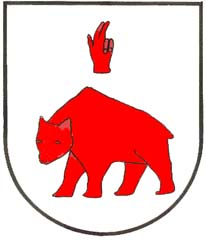
Winden am See
Zurndorf

## Bezirk Oberpullendorf

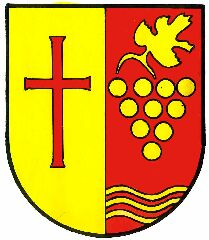
Deutschkreutz
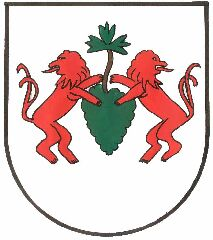
Draßmarkt
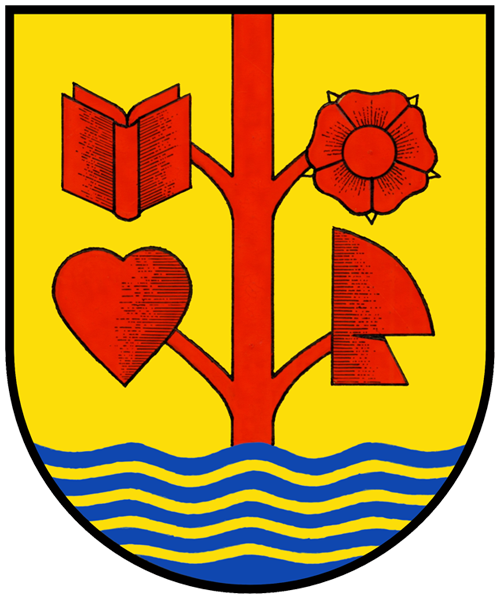
Frankenau-Unterpullendorf (kroat. Frakanava-Dolnja Pulja)
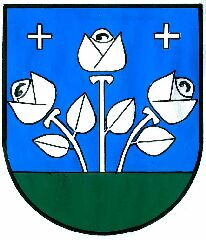
Großwarasdorf (kroat. Veliki Borištof)
Horitschon
Kaisersdorf (kroat. Kalištrof)
Kobersdorf
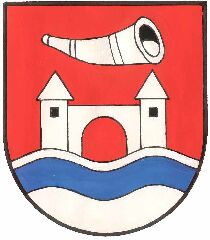
Lackenbach
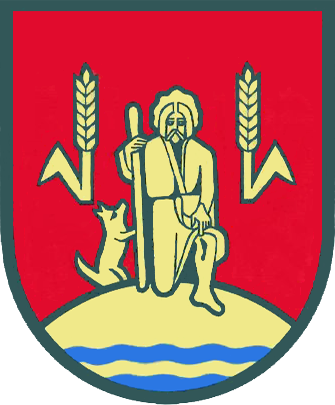
Lackendorf
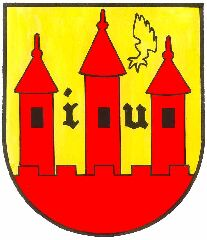
Lockenhaus
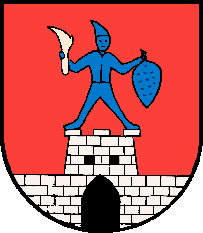
Lutzmannsburg
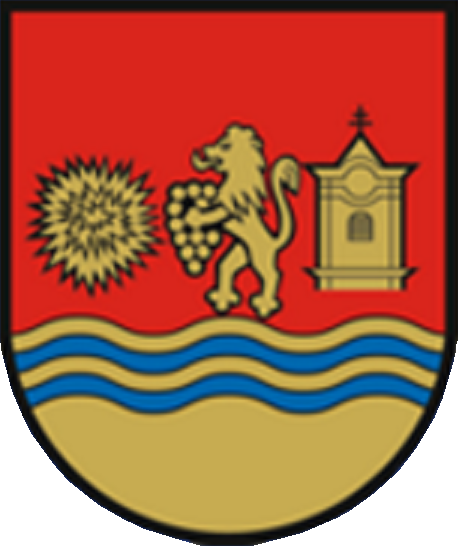
Mannersdorf an der Rabnitz
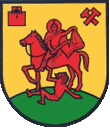
Markt Sankt Martin
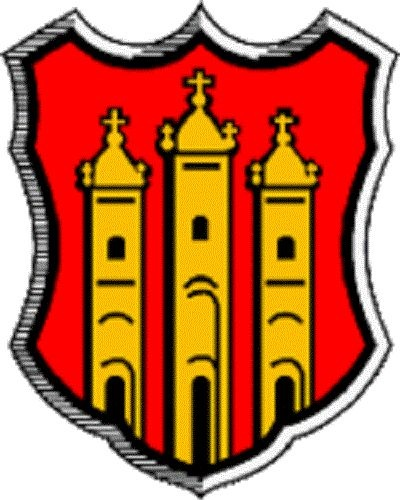
Neckenmarkt
Neutal
Nikitsch (kroat. Filež)
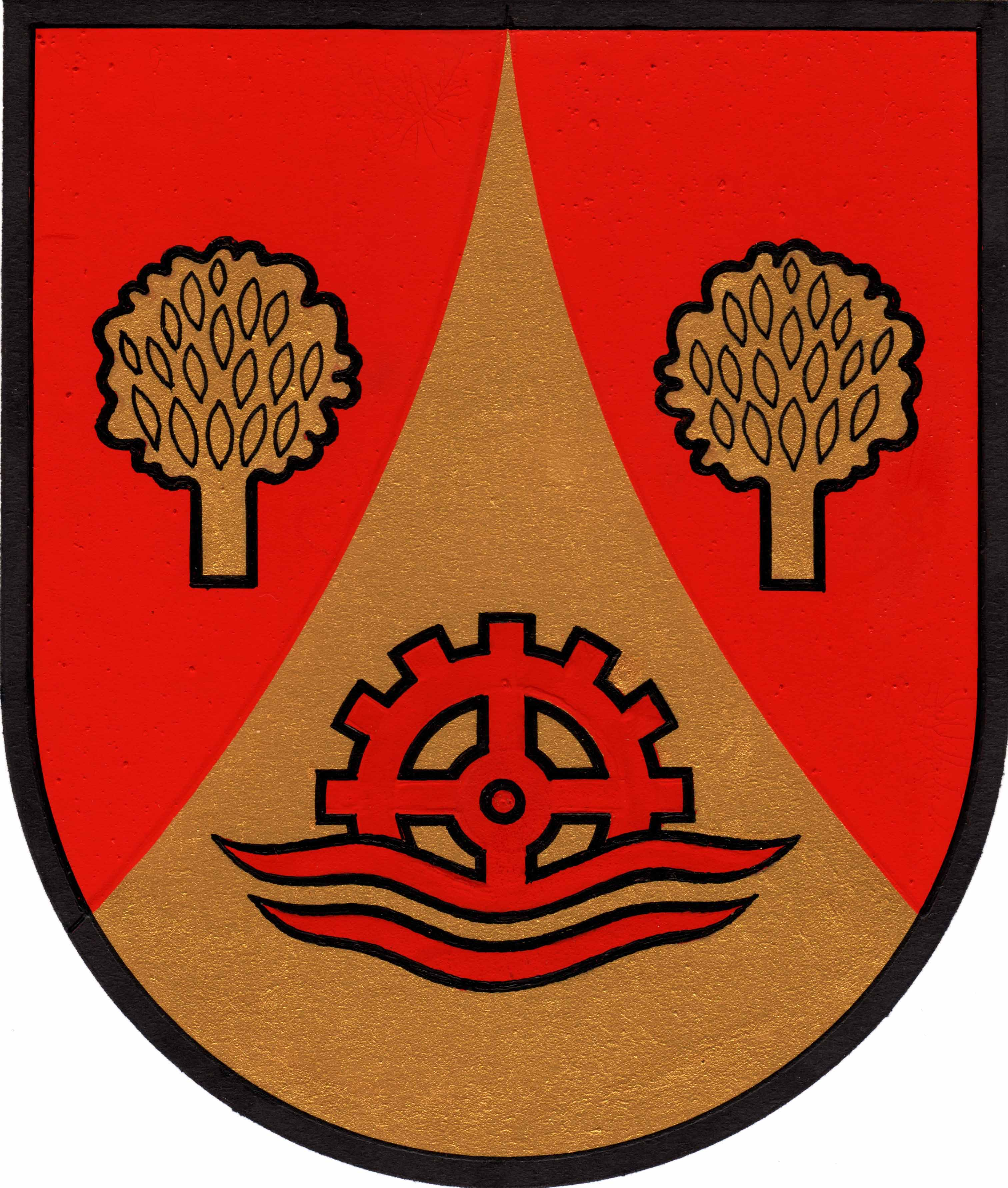
Oberloisdorf
Oberpullendorf (ungar. Felsõpulya)
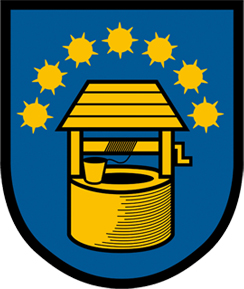
Pilgersdorf
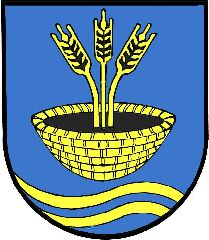
Piringsdorf
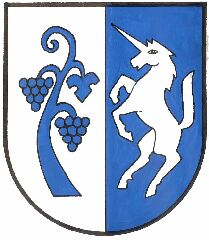
Raiding
Ritzing
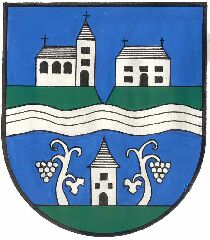
Steinberg-Dörfl
Stoob
Unterfrauenhaid
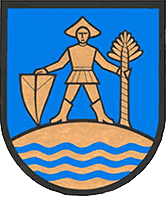
Unterrabnitz-Schwendgraben
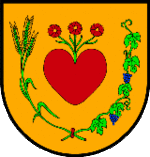
Weingraben (kroat. Bajngrob)
Weppersdorf

## Bezirk Oberwart

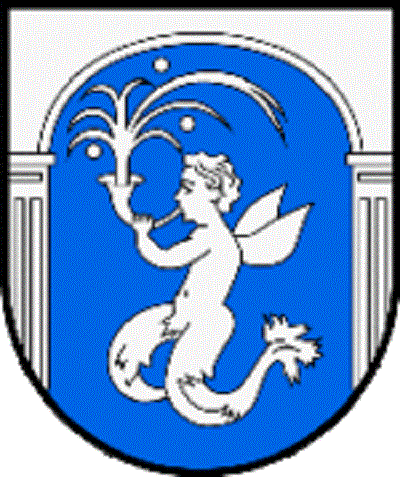
Bad Tatzmannsdorf
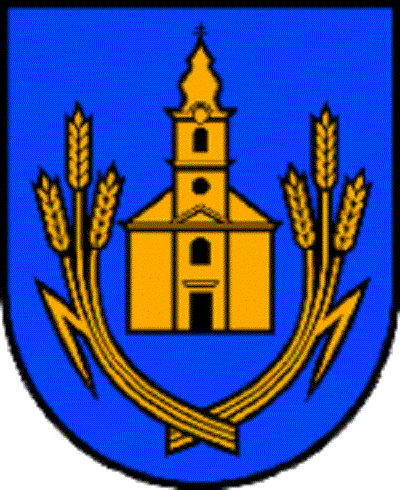
Badersdorf
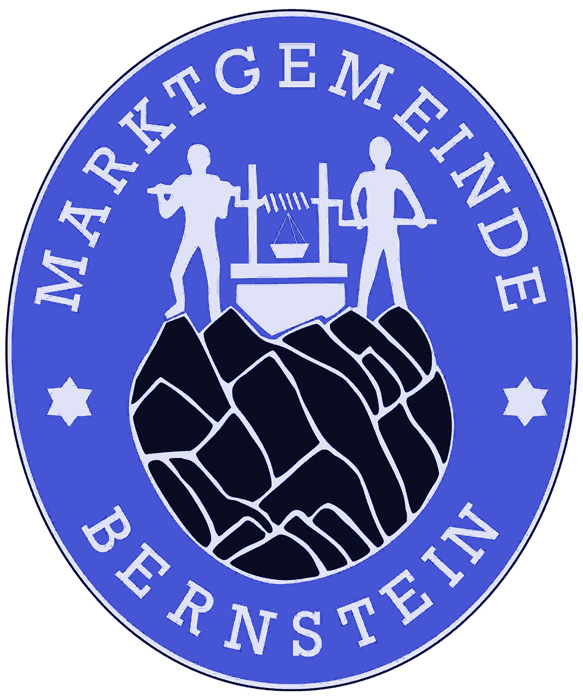
Bernstein
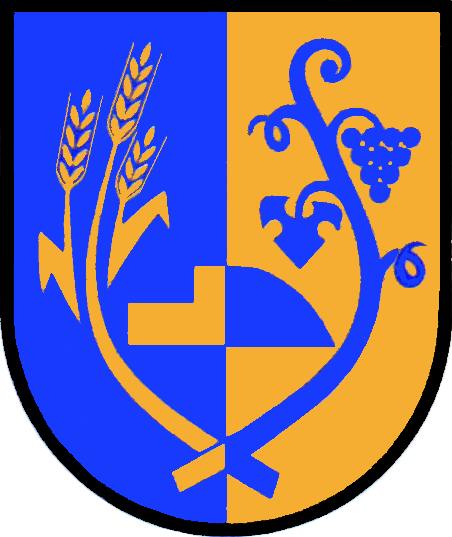
Deutsch Schützen-Eisenberg
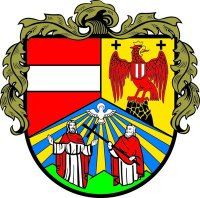
Grafenschachen
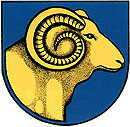
Großpetersdorf
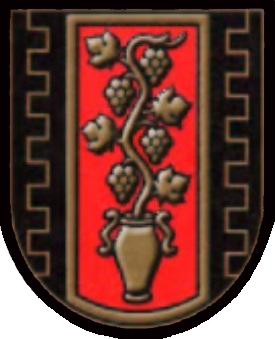
Hannersdorf
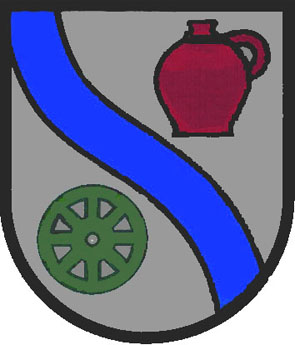
Jabing
Kemeten
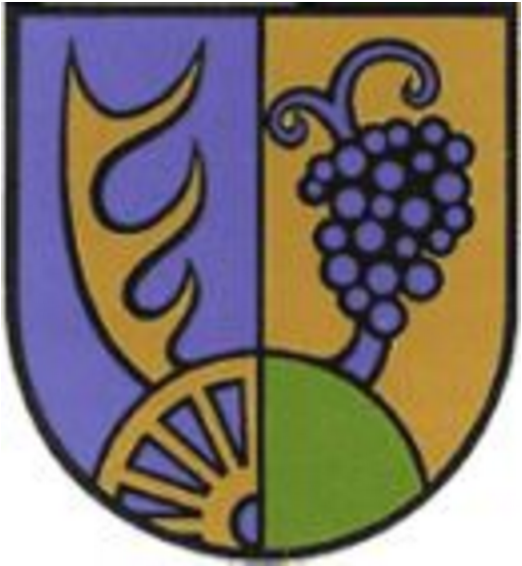
Kohfidisch
Litzelsdorf
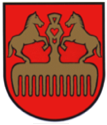
Loipersdorf-Kitzladen
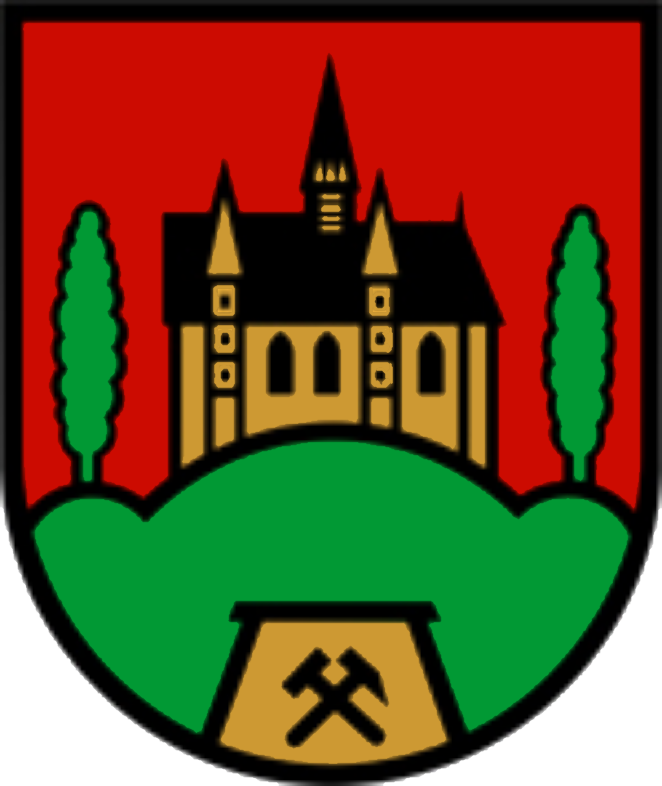
Mariasdorf
Markt Allhau
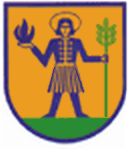
Markt Neuhodis
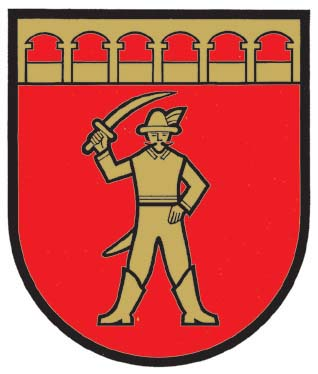
Mischendorf
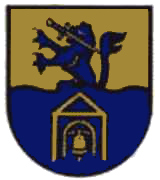
Neustift an der Lafnitz
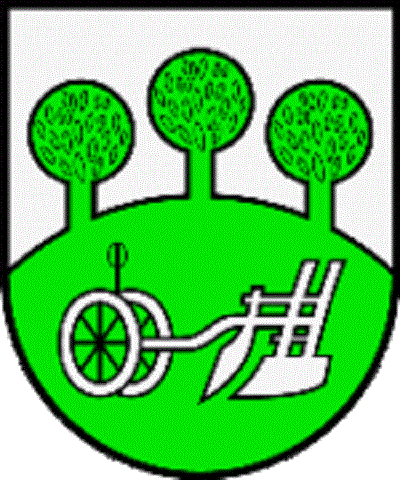
Oberdorf im Burgenland
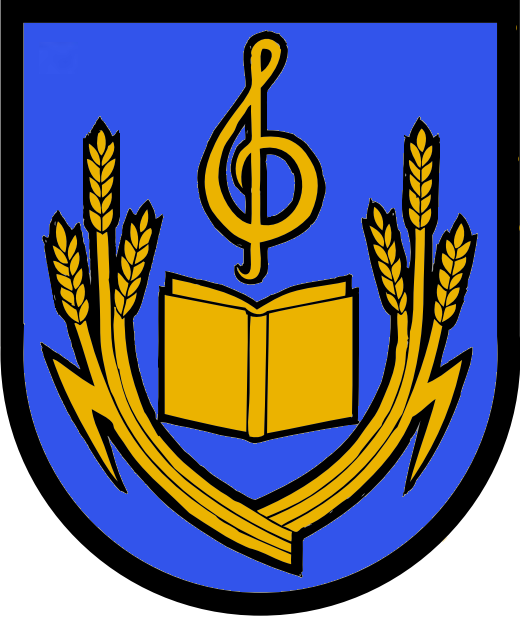
Oberschützen
Oberwart (ungar. Felsőőr)
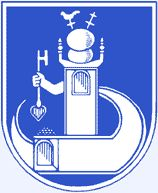
Pinkafeld
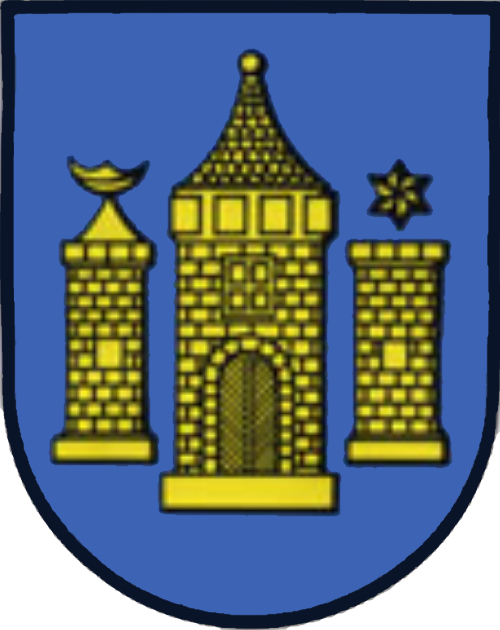
Rechnitz
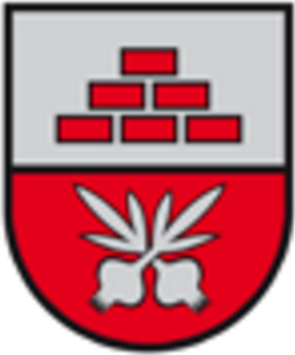
Riedlingsdorf
Rotenturm an der Pinka
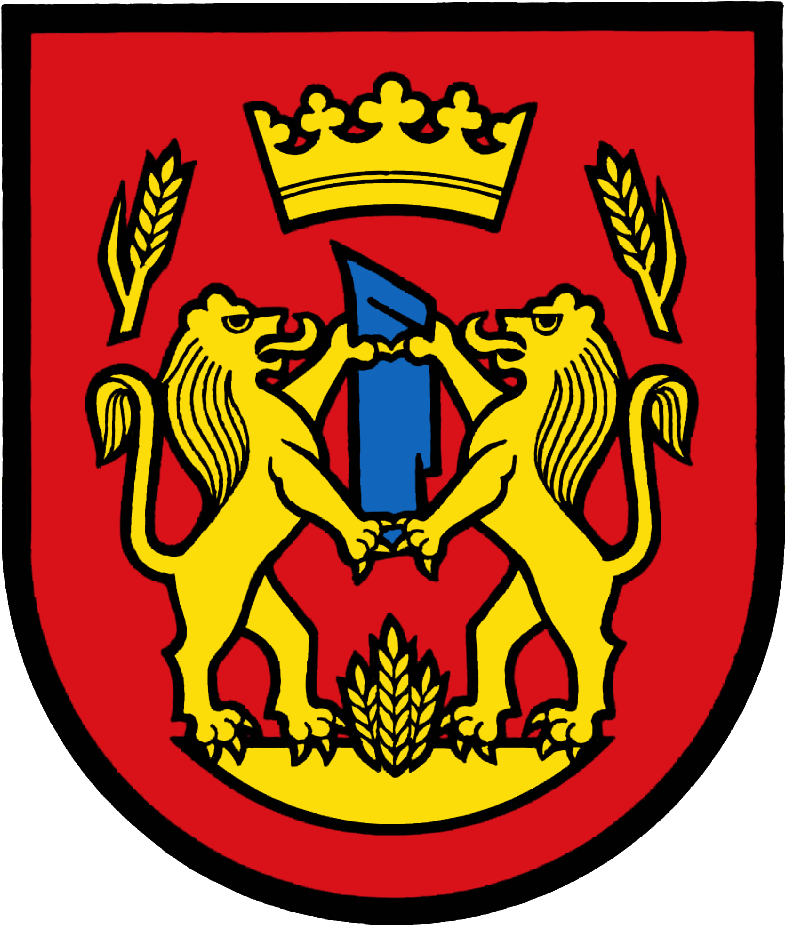
Schachendorf (kroat. Čajta)
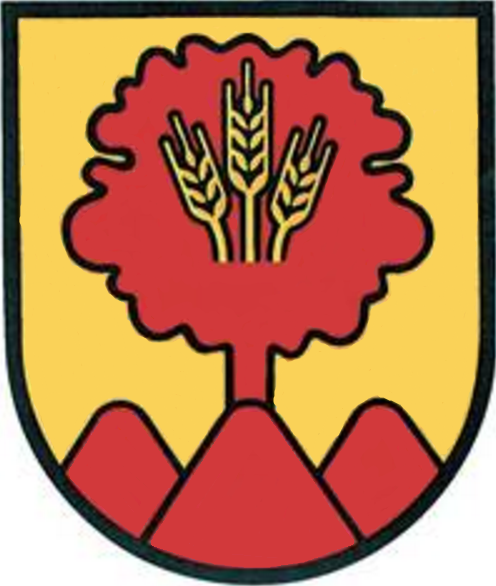
Schandorf (kroat. Čemba)
Stadtschlaining
Unterkohlstätten
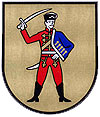
Unterwart (ungar. Alsóőr)
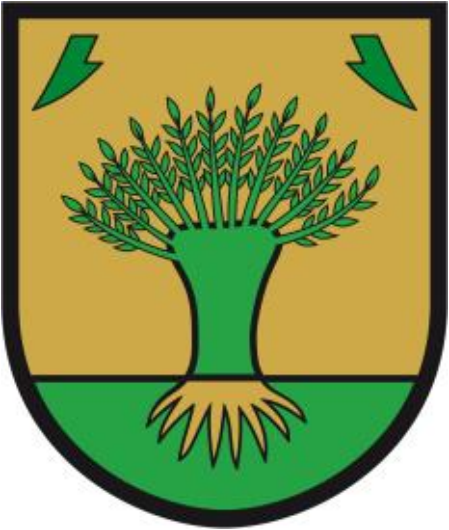
Weiden bei Rechnitz (kroat. Bandol)
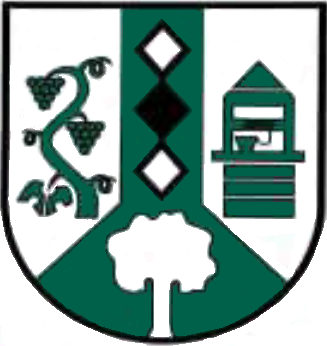
Wiesfleck
Wolfau

## Freistadt Rust

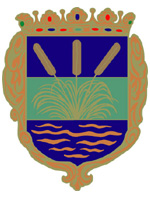
Rust